# Alopecosa hamata
Alopecosa hamata är en spindelart som först beskrevs av Schenkel 1963.  Alopecosa hamata ingår i släktet Alopecosa och familjen vargspindlar. Inga underarter finns listade i Catalogue of Life.